# دانبیه (استان لوبوسکی)
دانبیه (به لهستانی:  Dąbie) یک روستا در لهستان است که در گمینا دانبیه (استان لوبوسکی) واقع شده‌است. دانبیه ۴۱۷ نفر جمعیت دارد.